# Kształcenie kadry i samokształcenie w Związku Harcerstwa Polskiego.
Kształcenie kadry i samokształcenie w Związku Harcerstwa Polskiego – elementy „Systemu pracy z kadrą” w Związku Harcerstwa Polskiego, który ujednolica sposób pracy z kadrą wewnątrz organizacji.

## Kształcenie kadry w ZHP
Kształcenie kadry w ZHP ma na celu wyposażenie jej w kompetencje, wiedzę, umiejętności i postawy niezbędne do pełnienia określonych funkcji. Kadrę ZHP kształcą instruktorzy ZHP, którzy aranżują odpowiednie warunki procesu kształceniowego w oparciu o metodę harcerską. Proces kształcenia w ZHP odbywa się wedle określonych standardów, które świadczą o jakości prowadzonych w całej organizacji form kształceniowych. Standard określa między innymi wymagania wobec kadry, która prowadzi daną formę kształceniową, co gwarantuje, że treści są przekazywane są należycie przez osoby uprawnione. Za kształcenie kadry odpowiadają Zespoły Kadry Kształcącej, które działają na wszystkich szczeblach organizacji. Odpowiednio dobrana kadra kształceniowa sprzyja pojmowaniu wiedzy przez kursantów. Dobry kształceniowiec powinien posiadać wiedzę merytoryczną oraz umiejętności trenerskie sprzyjające procesowi.

### Formy kształcenia w ZHP
- kursy – przygotowują do pełnienia konkretnych funkcji lub pomagają w zdobyciu stopnia instruktorskiego;
- warsztaty – formy doskonalące dla kadry pełniącej funkcję, która chce podnieść swoje kwalifikacje;
- seminaria – formy doskonalące nastawione na rozwój uczestników i na wypracowywanie nowych rozwiązań dla organizacji;
- konferencje – spotkania kadry, których głównym celem jest wypracowanie lub skonsultowanie nowych rozwiązań dla organizacji;
- praktyki w środowiskach harcerskich – pomagają w praktycznym nabyciu umiejętności sprawowania funkcji przez współpracę z innymi środowiskami;
- zadania realizowane indywidualnie lub w zespole – przygotowują poprzez praktykę do wykonania konkretnego zadania instruktorskiego przy wsparciu instruktora prowadzącego kształcenie;
- rozmowa instruktorska[1].

Kształcenie kadry wspierającej
Kadra wspierająca to członkowie ZHP nie będący instruktorami ZHP. Do zadań kadry wspierającej należy wspieranie procesu wychowawczego wewnątrz organizacji. Dla kadry wspierającej organizowane są szkolenia, podczas których interesanci poznają specyfikę działania w ramach Związku Harcerstwa Polskiego oraz zostają przeszkalani do pełnienia wcześniej ustalonych funkcji i obowiązków.
Elementy kształcenia kadry w ZHP
- rekrutacja – właściwy dobór grupy docelowej do danej formy kształceniowej;
- dobór kadry;
- uczenie przez działanie;
- atmosfera – budowanie więzi, wymiana doświadczeń, przeżywanie;
- wzajemność oddziaływań;
- ewaluacja – podnoszenie jakości kształcenia poprzez analizę;
- adekwatność – zgodność z celami obranymi przez całość organizacji;
- praktyka – doskonalenie umiejętności zdobytych w danym obszarze[1].

### Samokształcenie i praca nad sobą w ZHP
Istotna jest mobilizacja członków organizacji do pracy nad sobą i samokształcenia, zatem podnoszenia swoich kompetencji przez rozwój osobisty.
Elementy samokształcenia i pracy nad sobą w ZHP:
- Stopnie harcerskie;
- Stopnie instruktorskie;
- Indywidualne ścieżki rozwoju – uwzględnia indywidualne predyspozycje osoby, jest narzędziem planowania rozwoju osobistego krótko lub długoterminowo w określonej dziedzinie. IŚR przeznaczona jest zarówno dla instruktorów, jak i kadry wspierającej;
- Miana Kadry Wspierającej – świadczą o kompetencjach kadry z zakresu wsparcia działań wychowawczych ZHP, takich jak: promocja, finanse, zarządzanie majątkiem. Szczegółowe zasady zdobywania mian znajdują się w „Regulaminie mian kadry wspierającej”;
- Mapa Kompetencji – pozwala określić poziom kompetencji osoby w zakresie danej dziedziny lub w ramach pełnienia danej funkcji. Szczegółowe zasady działania narzędzia Mapa Kompetencji znajdują się w „Regulaminie mian kadry wspierającej”;
- Odznaka Kadry Programowej;
- Odznaka Kadry Kształcącej;
- Książki i media harcerskie – zarówno odbiór harcerskich mediów oraz literatury, jak i tworzenie publikacji, czy udzielanie się na płaszczyźnie zdalnej mają pozytywny wpływ na rozwój kadry[1].